# Солунин, Виктор Леонидович
Виктор Леонидович Солунин — советский и российский учёный в области систем управления ракетными комплексами, директор — главный конструктор ЦНИИАГ, лауреат Государственных премий РФ, премии Правительства РФ.

## Биография
Родился 28 ноября 1938 в Москве.
С 1962 года после окончания МАИ работал в Центральном научно-исследовательском институте автоматики и гидравлики (ЦНИИАГ), с 1985 г. — заместитель директора — заместитель главного конструктора, в 1992-1995 гг. первый заместитель директора и главного конструктора по научной работе, с 1996 по 2008 г. — главный конструктор и генеральный директор. С 2008 г. — заместитель генерального директора — научный руководитель АО «ЦНИИАГ».
Специалист в области методологии синтеза инерциальных систем управления аэробаллистическими ракетами и систем управления ракетных комплексов.
Доктор технических наук, старший научный сотрудник.
Лауреат Государственных премий РФ и премии Правительства РФ, заслуженный конструктор РФ, награждён орденом «Знак Почёта» и медалями.
Действительный член Российской академии ракетно-артиллерийских наук (РАРАН).
Лауреат Премии имени Н. Н. Острякова 2020 года за работу «Исследование, разработка и внедрение многорежимной системы управления движением беспилотных летательных аппаратов наземного базирования с развитой номенклатурой режимов управления».
Автор 135 публикаций, в том числе нескольких монографий. 
Умер 19 сентября 2021 года после непродолжительной болезни.

## Сочинения
- Системы управления, наведения и приводы : история создания и развития / А. Б. Шаповалов, В. Л. Солунин, В. В. Костюков ; под редакцией доктора технических наук А. Б. Шаповалова ; [Центральный научно-исследовательский институт автоматики и гидравлики]. — Москва : Изд-во МГТУ им. Н. Э. Баумана, 2017. — 415 с. : ил., табл., цв. ил., портр.; 24 см; ISBN 978-5-7038-4720-6 : 1000 экз.
- Методы прогнозирования траекторий аэробаллистических летательных аппаратов в реальном масштабе времени / В. Д. Свечарник, В. Л. Солунин, Э. П. Спирин, А. Б. Шаповалов; под общей редакцией А. Б. Шаповалова ; Центральный научно-исследовательский институт автоматики и гидравлики. — Москва : Изд-во МГТУ им. Н. Э. Баумана, 2017. — 60, [3] с. : ил.; 22 см; ISBN 978-5-7038-4719-0 : 500 экз.
- Методы и алгоритмы прогнозирования траекторий аэробаллистических летательных аппаратов : учебно-методическое пособие / В. Д. Свечарник, В. Л. Солунин, А. Б. Шаповалов; ФГБОУ ВО «Московский государственный технический университет имени Н. Э. Баумана (национальный исследовательский университет)», Факультет «Информатика и системы управления», Кафедра «Приборы и системы ориентации, стабилизации и навигации». — Москва : Изд-во МГТУ им. Н. Э. Баумана, 2018. — 57, [3] с. : ил.; 22 см. — (Учебно-методическое пособие МГТУ им. Н. Э. Баумана).; ISBN 978-5-7038-5231-
- Исследование процессов в приводе наведения установки в упрежденную точку на траектории / В. М. Кашин, В. Д. Свечарник, В. Л. Солунин, А. Б. Шаповалов ; под общей редакцией д-ра техн. наук В. М. Кашина ; Центральный научно-исследовательский институт автоматики и гидравлики. — Москва : Изд-во МГТУ им. Н. Э. Баумана, 2017. — 50, [4] с. : ил., табл., цв. ил.; 22 см; ISBN 978-5-7038-4721-3 : 500 экз.
- Высокоточные системы управления и приводы для вооружения и военной техники : [К 50-летию ЦНИИ автоматики и гидравлики] / Под ред. В. Л. Солунина. — 2-е изд., стер. — М. : Изд-во МГТУ им. Н. Э. Баумана, 2003 (ППП Тип. Наука). — 368 с., [4] л. цв. ил. : ил., портр., табл.; 24 см; ISBN 5-7038-1407-3
- Основы теории систем управления высокоточных ракетных комплексов сухопутных войск / Б. Г. Гурский, М. А. Лющанов, Э. П. Спирин и др.; [Центр. науч.-исслед. ин-т автоматики и гидравлики (ЦНИИАГ)]; Под ред. В. Л. Солунина. — М. : Изд-во МГТУ им. Н. Э. Баумана, 2001. — 326, [1] с. : ил., табл.; 25 см; ISBN 5-7038-1824-9